# OFC Champions League 2025
Die OFC Champions League 2025 war die 23. Auflage der ozeanischen Klubmeisterschaft, Ozeaniens wichtigstem Klubfußballturnier, das von der Oceania Football Confederation (OFC) organisiert wurde, und die 18. Saison unter dem aktuellen Namen OFC Champions League. Das Turnier fand auf den Salomonen statt. Der ursprüngliche Ausrichter Fidschi hatte Probleme, genug Spielstätten zu stellen.

## Teilnehmer und Modus
Insgesamt nahmen zehn Mannschaften aus zehn OFC-Mitgliedsverbänden am Wettbewerb teil. Tonga meldete diese Saison keinen Teilnehmer.
Im Vergleich zum Vorjahr starteten die Vertreter der besten sieben Verbände direkt in der Gruppenphase. Das heißt die 2022 eingeführten National-Play-offs wurden ohne große Ankündigung nicht ausgespielt. Das führte auch dazu, dass nun keine weitere Mannschaft der besten Verbände teilnehmen konnte.

## Qualifikation
Die Meister der Verbände 8–11 spielten einen Vertreter für die Gruppenphase aus. Gespielt wurde vom 8. bis zum 15. Februar 2025 in Matavera auf der Insel Rarotonga (Cookinseln).
| Pl. | Verein               | Sp. | S | U | N | Tore    | Diff. | Punkte |
| --- | -------------------- | --- | - | - | - | ------- | ----- | ------ |
| 1.  | Tupapa Maraerenga FC | 2   | 1 | 1 | 0 | 005:400 | +1    | 04     |
| 2.  | Vaipuna SC           | 2   | 1 | 0 | 1 | 005:200 | +3    | 03     |
| 3.  | Royal Puma FC        | 2   | 0 | 1 | 1 | 003:700 | −4    | 01     |

| 8. Februar 2025  |     |                      |
| Royal Puma FC    | 0:4 | Vaipuna SC           |
| 11. Februar 2025 |     |                      |
| Royal Puma FC    | 3:3 | Tupapa Maraerenga FC |
| 14. Februar 2025 |     |                      |
| Vaipuna SC       | 1:2 | Tupapa Maraerenga FC |

## Gruppenphase
Die Mannschaften spielten in zwei Gruppen zu je vier Teilnehmern die Teilnehmer an der K.o.-Phase aus.

### Gruppe A
| Pl. | Verein           | Sp. | S | U | N | Tore    | Diff. | Punkte |
| --- | ---------------- | --- | - | - | - | ------- | ----- | ------ |
| 1.  | Auckland City FC | 3   | 2 | 1 | 0 | 004:100 | +3    | 07     |
| 2.  | Tiga Sport       | 3   | 1 | 1 | 1 | 005:500 | ±0    | 04     |
| 3.  | AS Pirae         | 3   | 1 | 1 | 1 | 002:200 | ±0    | 04     |
| 4.  | Rewa FC          | 3   | 0 | 1 | 2 | 003:600 | −3    | 01     |

| 30. März 2025    |     |                  |                          |
| Tiga Sport       | 4:2 | Rewa FC          | Lawson Tama (in Honiara) |
| Auckland City FC | 1:0 | AS Pirae         | Lawson Tama (in Honiara) |
| 2. April 2025    |     |                  |                          |
| Rewa FC          | 0:1 | AS Pirae         | Lawson Tama (in Honiara) |
| Auckland City FC | 2:0 | Tiga Sport       | Lawson Tama (in Honiara) |
| 5. April 2025    |     |                  |                          |
| AS Pirae         | 1:1 | Tiga Sport       | Lawson Tama (in Honiara) |
| Rewa FC          | 1:1 | Auckland City FC | Lawson Tama (in Honiara) |

### Gruppe B
| Pl. | Verein               | Sp. | S | U | N | Tore    | Diff. | Punkte |
| --- | -------------------- | --- | - | - | - | ------- | ----- | ------ |
| 1.  | Hekari United FC     | 3   | 2 | 1 | 0 | 013:100 | +12   | 07     |
| 2.  | Ifira Black Bird FC  | 3   | 1 | 2 | 0 | 005:200 | +3    | 05     |
| 3.  | Central Coast FC     | 3   | 1 | 1 | 1 | 008:400 | +4    | 04     |
| 4.  | Tupapa Maraerenga FC | 3   | 0 | 0 | 3 | 000:190 | −19   | 0      |

| 31. März 2025        |     |                      |                               |
| Ifira Black Bird FC  | 3:0 | Tupapa Maraerenga FC | National Stadium (in Honiara) |
| Hekari United FC     | 3:0 | Central Coast FC     | National Stadium (in Honiara) |
| 3. April 2025        |     |                      |                               |
| Ifira Black Bird FC  | 1:1 | Hekari United FC     | National Stadium (in Honiara) |
| Central Coast FC     | 7:0 | Tupapa Maraerenga FC | National Stadium (in Honiara) |
| 6. April 2025        |     |                      |                               |
| Tupapa Maraerenga FC | 0:9 | Hekari United FC     | National Stadium (in Honiara) |
| Central Coast FC     | 1:1 | Ifira Black Bird FC  | National Stadium (in Honiara) |

## Finalrunde

### Halbfinale
Die beiden Halbfinals wurde am 9. April 2025 im National Stadium in Honiara gespielt. Mit Tiga Sport hatte das erste Mal ein Team aus Neukaledonien das Halbfinale erreicht.
|                  | Ergebnis |                     |
| ---------------- | -------- | ------------------- |
| Auckland City FC | 2:0      | Ifira Black Bird FC |
| Tiga Sport       | 0:1      | Hekari United FC    |

### Finale
| Auckland City FC                                                          | Auckland City FC | Hekari United FC | Hekari United FC |
| ------------------------------------------------------------------------- | --- | --- | ---------------- |
| Auckland City FC                                                          | \| 12. April 2025 um 18:00 Uhr (9:00 Uhr MESZ) in Honiara (National Stadium) \| \| Ergebnis: 2:0 (1:0) \| \| Zuschauer: 6.000 \| \| Schiedsrichter: Facundo Tello ( Argentinien) \| \| Spielbericht \|                                                            | \| 12. April 2025 um 18:00 Uhr (9:00 Uhr MESZ) in Honiara (National Stadium) \| \| Ergebnis: 2:0 (1:0) \| \| Zuschauer: 6.000 \| \| Schiedsrichter: Facundo Tello ( Argentinien) \| \| Spielbericht \|               | Hekari United FC |
| Auckland City FC                                                          | Conor Tracey – Jerson Lagos, Adam Mitchell , Nikko Boxall, Nathan Lobo – David Yoo (88. Christian Gray), Michael den Heijer, Gerard Garriga (80. Jordan Vale) – Dylan Manickum (80. Ryan de Vries), Myer Bevan, Haris Zeb (74. Matt Ellis) Cheftrainer: Paul Posa | Dave Tomare – Godfrey Haro, Erick Joe, Solomon Rani, Joseph Joe (86. Kule Leslie), Ati Kepo (69. Ritzoki Tamgol), Kolu Kepo, Pala Paul, Lucas Santos, Rex Naime, Nelson Karaun Cheftrainer: Jerry Allen ( Salomonen) | Hekari United FC |
| Auckland City FC                                                          | 1:0 Bevan (39.) 2:0 Bevan (83., Foulelfmeter) | | Hekari United FC |
| Auckland City FC                                                          | Zeb (51.), den Heijer (90.) | Joe (6.), A. Kepo (13.), Tamgol (72.) | Hekari United FC |
| 12. April 2025 um 18:00 Uhr (9:00 Uhr MESZ) in Honiara (National Stadium) | | |                  |
| Ergebnis: 2:0 (1:0)                                                       | | |                  |
| Zuschauer: 6.000                                                          | | |                  |
| Schiedsrichter: Facundo Tello ( Argentinien)                              | | |                  |
| Spielbericht                                                              | | |                  |